# San Juan de Énova
San Juan de Énova è un comune spagnolo di 396 abitanti situato nella comunità autonoma Valenciana.